# Александер, Олли
Оливер Александер Торнтон (англ. Oliver Alexander Thornton; род. 15 июля 1990, Йоркшир, Великобритания) — британский певец и актёр. Его музыка выходит под названием Years & Years. Представитель Великобритании на песенном конкурсе «Евровидение-2024», занял 18 место.

## Ранняя жизнь
Александр родился в Харрогите, Северный Йоркшир. Его мать, Вики Торнтон, была одной из основательниц музыкального фестиваля в Коулфорде. Александр посещал начальную школу Святого Иоанна в Коулфорде и общеобразовательную школу Монмута. Во время учёбы в средней школе Монмута он сыграл в двух школьных спектаклях: «Парни и куклы» в роли Бенни и «Кавказский меловой круг» в роли капрала. После получения диплома Александр изучал исполнительское искусство в Херефордском колледже искусств. «The New York Times» сообщила, что он написал свою первую песню на клавиатуре Casio своего отца в возрасте 10 лет. Его родители развелись, когда ему было 13 лет, и с тех пор он и его брат Бен, страдающий аутизмом, воспитывались исключительно матерью.

Он воспользовался услугами агента, когда ему было 16 лет, во время прослушивания на роль в британском телесериале «Молокососы». В видео на YouTube, загруженном с NylonMagazineTV, Александр сказал, что бросил Херефордский колледж искусств, чтобы продолжить свою актёрскую карьеру, поскольку были предложены роли, заявив:
"Я начал сниматься, когда был молод; это просто случилось. Я бросил школу, чтобы работать по всему миру, и это было потрясающе. Я действительно хотел стать певцом или музыкантом... Внезапно я стал актёром. Это никогда не было тем, к чему я стремился всем сердцем. Я все ещё пытаюсь разобраться в этом... Я действительно ненавидел школу, потому что надо мной постоянно издевались. Но над тобой никогда не издеваются на уроках драмы, потому что странные дети хорошо учатся на уроках драмы. Это безопасное место".
Обозреватель The Guardian Оуэн Джонс взял у Александра интервью о его психическом здоровье. Он также подробно рассказал о своих издевательствах, булимии и раннем жизненном опыте во время интервью 2021 года в той же публикации.

## Биография
Родился 15 июля 1990 года в Йоркшире (Англия, Великобритания). Родители развелись, когда Олли было 13 лет, воспитывался матерью. Мать Олли родилась там же где и её сын, а отец прибыл в Великобританию из провинциального городка в Нидерландах. Викки Торнтон являлась одним из основателей музыкального фестиваля в городе Коулфорд. Олли учился в начальной школе Сент-Джон в Коулфорде и средней школе Монмута, продолжил образование в Херефордском колледже искусств. Уже в средней школе участвовал в любительских спектаклях. Часто играет на пианино и занимается вокалом. Является участником инди-поп группы Years & Years, образованной в 2010 году. Помимо фронтмена Олли Александра, участниками группы также являются басист Майки Голдсворси (англ. Mikey Goldworthy) и играющий на синтезаторе Эмре Тюркмен (англ. Emre Türkmen). Кроме этого, снялся в нескольких фильмах, играл в театре вместе с Беном Уишоу, который также снялся в некоторых клипах Years & Years.

## Личная жизнь
Олли является открытым геем. Некоторое время встречался со скрипачом Миланом Нейлом Амин-Смитом (англ. Milan Neil Amin-Smith) из электро-группы Clean Bandit (откуда он позже ушёл). Любит смотреть аниме, обожает Хаяо Миядзаки и Тоторо. В политике поддерживает лейбористов.

## Фильмография

### Фильмы
| Год  | Название                  | Оригинальное название            | Роль          |
| ---- | ------------------------- | -------------------------------- | ------------- |
| 2008 | Школа «Саммерхилл»        | Summerhill                       | Нэд           |
| 2009 | Яркая звезда              | Bright Star                      | Том Китс      |
| 2009 | Истерзанный               | Tormented                        | Джейсон Бэнкс |
| 2009 | Вход в пустоту            | Enter the Void                   | Виктор        |
| 2009 | Пыль                      | Dust                             | Элиас         |
| 2010 | Путешествия Гулливера     | Gulliver’s Travels               | Принц Август  |
| 2010 | Блюдо и ложка             | The Dish & the Spoon             | Парень        |
| 2012 | Хороший денёк для свадьбы | Cheerful Weather for the Wedding | Том           |
| 2012 | Большие надежды           | Great Expectations               | Герберт Покет |
| 2013 | Уик-энд в Париже          | Le Week-End                      | Майкл         |
| 2014 | Боже, помоги девушке      | God Help the Girl                | Джеймс        |
| 2014 | Клуб бунтарей             | The Riot Club                    | Тоби Мэйтленд |
| 2015 | Смешные кролики           | Funny Bunny                      | Титти         |

### Телесериалы
| Год  | Название        | Роль          | Эпизод                       |
| ---- | --------------- | ------------- | ---------------------------- |
| 2009 | Льюис           | Хейден Вишарт | «Allegory of Love»           |
| 2011 | Призраки        | Пол           |                              |
| 2013 | Молокососы      | Джейкоб       | «Skins Pure»                 |
| 2014 | Страшные сказки | Фентон        | «Resurrection» и «Demimonde» |
| 2017 | Взросление гея  | себя          | BBC Three Documentary        |
| 2021 | Это грех        | Ричи Тозер    | главная роль (5 эпизодов)    |